# هارالد ونر

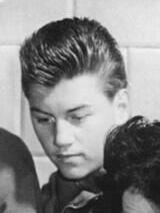
نگاره‌ای کهن از هارالد وهنر – ۱۹۵۶

هارالد وهنر (به آلمانی: Harald Wehner) بازیکن فوتبال و مهاجم اهل آلمان شرقی بود که از سال ۱۹۶۱ میلادی عضو تیم ملی فوتبال آلمان شرقی بوده‌است. وی در ۱ بازی ملی حضور داشته و در بازی‌های ملی‌اش گلی به ثمر نرساند. هارالد وهنر آخرین بازی ملی خود را در سال ۱۹۶۱ میلادی انجام داد.